# シド・ヘイグ
シド・ヘイグ（Sid Haig,本名シドニー・エディー・モーセアン,Sidney Eddie Mosesian
, 1939年7月14日 - 2019年9月21日）は、アメリカ合衆国カリフォルニア州フレズノ出身の俳優。

## 略歴
1939年にカリフォルニア州のフレズノで生まれる。
初期作品では『コフィー』等、セックス・エクスプロイテーション作品で知られる、ジャック・ヒルの監督作品の常連であった。
スキンヘッドの出で立ちで、数多くのホラーやサスペンス、セックスプロイテーション、エクスプロイテーション映画に出演していることでも知られ、近年ではそういったセックス・エクスプロイテーション作品に影響を受けて育ったクエンティン・タランティーノやロブ・ゾンビといった監督の作品に多く起用されている。
特にロブ・ゾンビ監督作品に関しては『グラインドハウス』内のフェイク予告編の『ナチ親衛隊の狼女』と『ハロウィンII』を除くすべての作品に出演し、中でも『マーダー・ライド・ショー』シリーズで演じたキャプテン・スポールディングは近年の代表作である。

## 死去
2019年9月初旬、ロサンゼルスの自宅で転倒して入院、療養中に睡眠時の嘔吐後、肺感染症に苦しんだ。2019年9月21日、感染の合併症により死去、80歳であった。

## 出演作品
- 殺しの分け前/ポイント・ブランク Point Blank (1967)
- アフリカ大空輸 The Hell with Heroes (1968)
- スパイダー・ベイビー Spider Baby or, The Maddest Story Ever Told (1968)
- 残酷女刑務所 The Big Doll House (1971)
- 残虐全裸女収容所 The Big Bird Cage (1972)
- ウーマン・ハンター The Woman Hunt (1973)
- コフィー Coffy (1973)
- 謎のアトランティス Beyond Atlantis (1973)
- ザ・ファミリー The Don Is Dead (1973)
- 破壊! Busting (1974)
- セクシー・ソルジャーズ Savage Sisters (1974)
- ギャラクシー・オブ・テラー/恐怖の惑星 Galaxy of Terror (1981)
- サイバー・ソルジャー/殺戮都市LA The Aftermath (1982)
- コマンド・スクワッド Commando Squad (1987)
- 無法地帯サバック Warlords (1988)
- 情熱のランバダ The Forbidden Dance (1990)
- ジャッキー・ブラウン Jackie Brown (1997)
- マーダー・ライド・ショー House of 1000 Corpses (2003)
- キル・ビル Vol.2 Kill Bill: Vol. 2 (2004)
- デビルズ・リジェクト マーダー・ライド・ショー2 The Devil's Rejects (2005)
- ハウス・オブ・ザ・デッド2 House of the Dead 2 (2005)
- 超立体映画 ゾンビ3D Night of the Living Dead 3D (2006)
- ハロウィン Halloween (2007)
- ダーク・ムーン・ライジング Dark Moon Rising (2009)
- ロード・オブ・セイラム The Lords of Salem (2012)
- スリー・フロム・ヘル 3 from Hell (2019)